# Музей искусств в Лодзи
Музей искусств в Лодзи (пол. Muzeum Sztuki w Łodzi) — музей в Лодзи, целью которого является изучение и презентация авангардного искусства и прогрессивных художественных явлений. Основанный в 1930 году, он является одним из старейших музеев, сохранивших коллекцию авангардного искусства. Музей состоит из трёх филиалов: ms1, ms2 и дворца-музея Хербста (Herbst Palace). В 1998 году Музей искусств в Лодзи был внесён в Государственный реестр музеев Польши под номером 53.

## Миссия
Музей занимается исследованием произведений искусства, а также их презентацией в различных контекстах, продвижением прогрессивных художественных явлений и усилением роли искусства в общественной жизни, в том числе через образовательную деятельность.
Программа Музея искусств соответствует авангардному проекту, разработанному на рубеже 1920-х и 1930-х годов XX века группой «a.r.», в которой состояли Владислав Стржеминьский, Катаржина Кобро и Генрик Стажевский. Идея «музей как важнейший критический инструмент» сформулирована Рышардом Станиславским (директором музея в 1966—1992 гг.). Две эти концепции предполагают, что у музея есть потенциал для пересмотра и обновления понятий искусства и культуры, а также для создания социальных отношений с участием искусства. Музей стремится реализовывать искусство через выставочную, образовательную, научную, издательскую деятельность. Разрабатывает способы познания, ощущения и понимания реальности, которая является частью авангардной мечты о доступной для каждого творческой жизни.

## История
Музей искусств был создан в результате реорганизации Лодзинских музеев в 1930 году. Основу его коллекции составляет собрание современного искусства группы «a.r» 1929—1932 годов, дополнявшееся до 1938 года работами польских и иностранных художников. Инициатором и главным организатором был художник и теоретик искусства Владислав Стржеминский, которого активно поддерживали скульптор Катаржина Кобро, художник Генрик Стажевский, а также поэты Ян Бженковский и Юлиан Пшибось.
Собранная коллекция представляет собой отображение художественных предпочтений Стржеминского, хотя окончательно она оформилась в результате деятельности многих людей, в первую очередь Стажевского и Бженковского, а также Ханса Арпа и Мишеля Сёфор. В коллекции рассматриваются авангардные тенденции конца 1920-х годов с вкраплениями работ абстракционистов, таких как Ханс Арп и Софи Тейбер-Арп, Тео ван Дусбург, Жан Горин, Жан Гелион, Вилмос Хусар, Генрик Стажевский и Жорж Вантонгерлоо. Также коллекция содержит работы кубистов (например, Фернана Леже и Луи Маркусси), футуристов (Энрик Прамполини), дадаистов (Курт Швиттерс), сюрреалистов (Макс Эрнст, Курт Селигманн), формалистов (например, Леон Хвистек, Титус Чижевский), представителей «чистой формы» (Станислав Игнаций Виткевич) или унистов (Владислав Стржеминский). Создание коллекции было инициировано художниками разных направлений с разными взглядами на искусство. На тот момент она формировалась преимущественно из отданных в дар произведений.
Первоначально музей располагался на первом этаже бывшей ратуши на Плацы Вольности, и его полное название было «Музей истории и искусства им. Юлиана и Казимира Бартошевичей» (донор Казимир Бартошевич подарил городу семейную коллекцию произведений искусства в 1928—1930 годах). Днём рождения музея считается 13 апреля 1930 года, когда состоялось открытие первой выставки. Авангардное искусство из коллекции «a.r.» впервые было представлено публике 15 февраля 1931 года. В 1935 году управление музеем получил доктор Мариан Минич, что привело к первым пополнениям коллекции работами, дополняющими образ современного польского искусства. В первую очередь это были произведения польских формалистов, львовской группы сюрреалистов Артеса, а также работ Янкеля Адлера и Кароля Хиллера.
Сразу после Второй мировой войны руководством музея были куплены картины Алексея Явленского. В 1948 году музей был перенесён в один из дворцов семьи Познанских по адресу Więckowskiego , 36 (по состоянию на 2020 год остаётся резиденцией музея). Мариан Минич снова стал директором и приспособил дворцовые помещения для нужд музея. В это же время он пригласил к сотрудничеству Владислава Стшеминьского, который завершил создание пространства Неопластической комнаты. Коллекция также была дополнена работами Йонаса Стерна, Ежи Новосельского и Алины Шапочников.
В 1950 году музей начал работать под своим нынешним названием. В 1966 году Рышард Станиславский стал вторым директором музея, пробыв в этой должности до 1991 года. Он стремился к созданию международной коллекции современного искусства и руководствовался концепцией «музей как важнейший критический инструмент». Это способствовало сосредоточению коллекции на открытых, творческих и аутентичных явлениях. Благодаря усилиям Станиславского музей приобрёл первое полотно из серии живописных работ Романа Опалки (а затем и последующие), коллекции ранних работ Кшиштофа Водичко, Мирослава Балки и представителей Варштату формы фильмовай. В музей поступили произведения чешских художников, приобретённых в конце Пражской весны (вкл. Иржи Коларжа). Матеуш Грабовски — владелец авангардной галереи в Лондоне — пожертвовал работы представителей британского поп-арта и оп-арта (вкл. Дерек Бошье, Бриджет Райли и Полин Боты). Американские художники (например, Сэм Фрэнсис, Лоуренс Вайнер, Барбара Кастен, Крис Бурден) передали свои работы в Музей путём обмена с польскими художниками. Собрание работ от объединения «Солидарность» (вкл. Питер Даунсбро, Дэн Грэм и Ричард Нонас) расширили коллекцию музея в области минимал-арта. В рамках кампании «Полентранспорт 1981», которая являлась символическим жестом солидарности с польской общественностью, Джозеф Бойс пожертвовал около 300 работ из своего творческого архива.
Постоянной проблемой музея была нехватка выставочной площади. В начале 1970-х был объявлен конкурс на новое здание музея, но его проведение провалилось из-за экономического кризиса. В 1973 году музей получил в своё пользование дворец Эдварда Хербста в Ксенжим Млыне. Шанс на создание пространства, которое полностью бы отвечало требованиям авангардного искусства и его презентации, появился только вместе с планами по созданию центра «Мануфактура» на месте бывшей фабрики Израиля Познаньского.
С 2006 года директором музея является Ярослав Сухан. Благодаря финансовой поддержке Европейского союза (в рамках Комплексной оперативной программы регионального развития), министра культуры и национального наследия, в Лодзи окончилось восстановление бывшей прядильной фабрики Израиля Познаньского. Осенью 2008 года был открыт филиал Художественного музея под названием ms 2 площадью 3000 м², куда была перенесена коллекция искусств XX и XXI веков; ещё 600 м² площади отведено для организации временных выставок. В экспозициях соперничает хронологическое расположение произведений и понятие «постоянной выставки». В рамках работы над коллекцией проводятся дополнительные выставочные проекты, заново открывающие их потенциал авангардного искусства. Согласно с выбранной программой, «авангард рассматривается не как закрытая сцена, принадлежащая прошлому, а как набор идей, которые все ещё могут быть актуальны для современного реципиента». Музей представляет современное и авангардное искусство в зданиях ms 2 и ms 1. После реконструкции в 2013 году также было введено в эксплуатацию здание виллы Эдварда Хербста, где представлена коллекция старого искусства.

## Филиалы
ms 1, ул. Więckowskiego 36 (Дворец Мориса Познаньского) — здесь находится Неопластическая комната, которая была центром выставки Международной коллекции современного искусства группы «a.r.». В 2008 году коллекция была перемещена в здание ms 2, сама Неопластическая комната осталась на месте создания. В пространстве вокруг неё находились работы конструктивистского наследия. Они вместе с комнатой представляли часть проекта «Неопластическая комнаты. Открытая Композиция». Выставки об интересных явлениях в современном искусстве, проводятся на двух этажах выставочного пространства ms1. В саду дворца проводятся мероприятия на свежем воздухе, в том числе кинопоказы и концерты. В здании есть кафе «Конкрет» и музейная библиотека, доступная для всех посетителей.
ms 2, ул. Ogrodowa 19 (здание ткацкой фабрики Израиля Познанского) — место экспериментальной работы с коллекциями XX и XXI веков. Собрание музея представлено по темам, которые создатели экспозиции считают важными для современного зрителя. Постоянная экспозиция находится именно тут. На первом этаже филиала было организовано временное выставочное пространство — главным образом, для изучения вопросов, связанных с авангардным наследием. В здании есть место для мастер-классов и других образовательных мероприятий, мультимедийная комната для лекций и кинопоказов. Также в ms 2 находятся кафе «Авангарда» и художественный книжный магазин.
Вилла Хербста, ул. Przędzalniana 72 (дворцово-парковый комплекс Эдварда Хербста) — в отреставрированной резиденции, которая когда-то принадлежала семье лодзинских промышленников, можно увидеть коллекцию старинного искусства (прежде всего 19-го века), экспозицию дворцовых интерьеров начала XIX и XX веков, а также выставку, рассказывающую об истории семьи Хербста и фабрики.
- (ms1) Палац М. Познаньского, (ul. Więckowskiego 36)
- (ms2) Фабрика И. Познаньского, Коллекция Искусства XX и XXI в., (ул. Ogrodowa 19)
- Вилла Э. Хербста, коллекция старинного искусства (ул. Przędzalniana 72)

## Коллекция произведений искусства XX и XXI веков
Коллекция включает в себя живопись, скульптуры, пространственные объекты, чертежи, графику, фотографии, видео и инсталляции. Является крупнейшей и старейшей музейной коллекцией современного искусства в восточной Европе. Создание Лодзинского художественного музея было инициировано членами группы «a.r.» (Владислав Стржеминьский, Катаржина Кобро, Генрик Стажевский, Юлиан Пшибось и Ян Бженковский). В 1929 году они начали собирание коллекции современного искусства. В феврале 1931 работы впервые стали доступными для публики в штаб-квартире музея на Плацы Вольности. После 1945 года коллекция активно пополнилась прежде всего работами современных художников.
Коллекция состоит из произведений таких художников, как Макс Эрнст, Стржеминский, Катаржина Кобро, Курт Швиттерс, Казимир Подсадецкий, Энрико Прамполини, Януш Мария Бжески, Theresa Żarnower, Мечислав Щука, Влоджимеж Боровский, Дерек Бошьер, Кристиан Болтански, Йозефа Бойса, Бриджет Райли, Алина Сзапокзникау, Эва Partum, Кшиштоф Уодикзко, Эдвард Красинский, Али Казма, Барбара Хаммер, Агнешка Kalinowska, Зофия Кулик, Ядвига Maziarska, Эрна Розенштайн, Ядвига Sawicka, Ахлам Шибли, Младен Стилиновик, Mona Ватаману и Флорин Тудор, Хаег Янг, Конрад Смоленский, Цезарь Бодзяновский, Збигнев Либера, Артур Жмиевский, Хулита Войчик, Антье Маевски и Аллан Секула.

## Атлас современности. Коллекция произведений искусства XX и XXI веков
Экспозиция, открытая 24 февраля 2014 года в ms2, демонстрирует произведения искусства XX и XXI веков. Коллекции занимают три этажа здания, которое принадлежит Музею искусств, но одновременно является частью комплекса Мануфактура в Лодзи. В пространстве площадью 2700 м 2, можно увидеть более 200 объектов. Это количество меняется вместе с выставочными проектами, которые реализуются в этом пространстве.
«Атлас современности» — это очередной этап работы с коллекцией, который ведётся с 2008 года в Лодзинском художественном музее. «Целью этого этапа является изучение, переосмысление и обновление значения содержащихся в нём произведений». Экспозиция является аллюзией на концепцию искусствоведа Аби Варбурга и его проект «Атлас Мнемозина». В выставочном пространстве хронологическое расположение произведений как бы соперничает с идеей постоянной экспозиции. В экспозиции «Отказались от классической музейной линейности, расположив коллекции по срокам и собрав их в школы, тренды, стили и тенденции». Экспозиция посвящена 14 вопросам современности: «музей», «автономия», «столица», «машина», «город», «прогресс», «эксперимент», «пропаганда», «норма», «традиция», «катастрофа», «я», «эмансипация», «революция». Вокруг каждого из этих понятий «создаётся коллаж из произведений разных периодов и отображает разные эстетические и художественные установки. В экспозиции рассматривается природа этих явлений, их восприятие, изменение и насколько они формируют сегодняшнюю реальность» .
Выставку подготовила кураторская команда во главе с директором музея Ярославом Суханом, в которую вошли: Александра Яч, Паулина Курц-Май, Мария Морзух, Анна Сачук-Гесовская, Джоанна Соколовская, Катарина Слободза и Магдалена Жолковская.

## Коллекция произведений искусства XVI—XX веков
Коллекция старинного искусства включает в себя польскую и зарубежную живопись, ряд произведений польских художников XIX и начала XX века, в том числе несколько картин, которые считаются шедеврами польской живописи. Среди них «Портрет матери» Генрика Родаковского, «Наполеон на коне» Петра Михайловского, «Спящий Митек» Станислава Выспяньского, «Собески в Ченстохове» Яна Матейко. Коллекция является репрезентативным обзором польской живописи разных эпох. Начиная от сарматской (сарматский портрет 17-18 вв., в том числе Юзеф Фаворски) и станиславовской (работы Марчеллы Баччарелли, Яна Петра Норблена), продолжается основными течениями искусства XIX века (в том числе картинами Войцеха Герсона, Витольда Прушковского, Юзефа Хелмонского, Александра Герымского, Леон Вичулковского), произведениями эпохи Молодой Польши среди прочего, картины Ольги Бознанской, Станислава Выспянского, Юзефа Мехоффера, Яцека Мальчевского, а также скульптура Ксавери Дуниковского).
Коллекция раннего европейского искусства включает в себя живописные, графические, скульптурные работы, созданные между XVI и началом XX века.
Ценные объекты, документирующие начало живописи в её привычном понимании, включают Портрет дожа Микеле Стено венецианской школы первой половиныXV века и портретом саксонского курфюрста Фридриха III Мудрого, написаный художником из круга Лукаса Кранаха старшего. Живопись северных стран иллюстрируется работами ХVII Даниэля де Блика, Гиллисаа Клаша д’Ондекутера, Рейнира де ла Хэя, Николаса Маса, Класа Корнелизона Моейарта, Франса Снайдерса .
Среди картин итальянских мастеров эпохи барокко заслуживают внимания: «Натюрморт с рыбой» Джузеппе Рекко, «Аллегория осеннего урожая», мастерской Джованни Баттиста Руопполо, и картина «Человек, вдумчивый о книге», которую приписывают Джузеппе Ногари. В коллекцию также входит Роза да Тиволи, изображающая идиллическую сцену пастуха.
В музее есть интересный ансамбль русской живописи XIX и начала XX веков с картинами Ильи Рипина, Константина Коровина и Ивана Айвазовского. Разнообразие художественных тенденций в европейском искусстве XIX—XX в. в. можно наблюдать на примере работ таких художников, как Поль Синьяк и Освальд Ахенбах.
Среди графических работ особое внимание следует обратить на «Портрет Людовика XVI в коронационном платье» Шарля Клемента Бервика и «Спящую церковь» Уильяма Хогарта .
Всего в коллекции старинного европейского искусства насчитывается 1600 объектов.
- Франс Снайдерс, Натюрморт с оленями, около 1612 года
- Николаес Маес, Портрет мужчины в парике, 1676 г.
- Пётр Михайловский, Наполеон на коне, 1837 г.
- Генрих Родаковский, Портрет матери, 1853
- Яцек Мальчевский, Танатос II, 1899
- Поль Синьяк, Вид на Золотой Рог в Константинополе, 1907

## Образовательная деятельность и популяризации искусства
Одной из целей группы «a.r.» была популяризация знаний об искусстве и представление достижений авангардного искусства широкой аудитории. Музей в его современном виде реализует этот постулат, в том числе благодаря образовательным мероприятиям (семинары, лекции, экскурсии), издательской деятельности, сотрудничеству с другими музеями мира и средствам массовой информации (Музей искусств в сотрудничестве с культурой TVP реализует программу «Kulturanek»)

## ms opus
Проект под названием ms opus — результат сотрудничества между Художественным музеем в Лодзи и киномастерской Opus Film. Проект документирует выставки и знакомит зрителей с художниками и кураторами. Благодаря распространению фильмов о выставках в Интернете, широкая аудитория может лучше познакомиться с музеем, его перспективой относительно современности и современного искусства.

## ms club
ms Club — это программа, направленная на создание сообщества вокруг музея. Членство в ms club позволяет бесплатно посещать выставки и мероприятия. Участники получают карточки, в настоящее время есть два типа: MS CLUB и MS CLUB STUDENT.

## Премия ms
Премия ms присуждается за особые заслуги в меценатстве, продвижении искусства или за другие активности, которые содействуют интересам Музея в Польше и за границей. Премия присуждается учреждениям, компаниям, представителям средств массовой информации и частным лицам как форма признания их деятельности и поощрения активной позиции в общественной и культурной жизни .
Предыдущие победители Награды ms :
- 2009: Маржена Бомановска (за 2008 год), за помощь в продвижении мероприятий Музея искусств в Лодзи, в частности открытие ms2
- 2010 год: Ярослав Пжиборовский (за 2009 год), благодаря которому стало возможным приобрести для коллекции работы Даниэля Бурена
- 2011: Пётр Дзенцёл (за 2010 год) — помощь в создании фильмов с каждой выставки в рамках проекта «ms opus»
- 2012: Банк Пекао
- 2013: Лодзинское общество поощрения изящных искусств
- 2014: TVP kultura

## Награда им. Катажины Кобро
Премия имени Катажины Кобро ежегодно присуждается одному художнику, которого выбирают другие художники. Целью проекта является вознаграждение прогрессивности, инициативы и открытости к поиску новых решений. Идея награды возникла у Юзефа Робаковского при участии Ники Стшеминьской, дочери Катажины Кобро и Владислава Стшеминьского. До 2011 года награда предоставлялась Галереей Всходней, но в 2011 году Дариуш Беньковский (основатель премии) и Юзеф Робаковски передали награду Музею искусств в Лодзи. Премия Катажины Кобро присуждается в декабре каждого года коллегией, состоящей из представителей различных областей искусства .